# Д'яков Михайло Олегович
Миха́йло Оле́гович Д'я́ков (рос. Дьяков Михаил Олегович, нар. 17 червня 1968, с. Плеханово, Грязінський район, Липецька область, РРФСР — 14 червня 2014, м. Луганськ, Україна) — український військовий льотчик, пілот 2-го класу, гвардії майор Повітряних Сил Збройних Сил України.

## Життєпис
Михайло Д'яков народився 17 червня 1968 року в російському селі Плеханові Грязінського району Липецької області. Батько — льотчик, мати — викладач музики. 1985 року закінчив середню школу № 23 міста Мелітополь Запорізької області. Під час шкільного навчання ставав переможцем олімпіад з математики, брав участь у міських змаганнях з легкої атлетики, футболу.
1990 року закінчив Качинське вище військове авіаційне училище льотчиків у м. Волгоград.

## Військова кар'єра
12.1990—02.1993 — льотчик-інструктор учбового авіаційного полку.

02.1993—09.2003 — помічник командира корабля військово-транспортного авіаційного полку, м. Мелітополь.

09.2003—10.2004 — командир корабля авіаційного загону авіаційної ескадрильї 25-ї авіаційної бригади транспортної авіації, м. Мелітополь.

10.2004—10.2005 — командир авіаційного загону авіаційної ескадрильї 25-ї авіаційної бригади транспортної авіації.

10.2005—02.2008 — начальник повітряно-вогневої і тактичної підготовки 25-ї авіаційної бригади транспортної авіації.
З лютого 2008 — начальник повітряно-вогневої і тактичної підготовки 25-ї бригади транспортної авіації Повітряних Сил ЗС України, в/ч А3840, м. Мелітополь. Пілот 2-го класу.
З початком російської збройної агресії проти України з березня 2014 року літав у Луганський та Донецький аеропорти, помічник командира екіпажу літака Іл-76МД.

## Обставини загибелі
14 червня 2014 екіпаж військово-транспортного літака Іл-76МД (бортовий номер 76777) Повітряних Сил ЗС України, під керівництвом командира літака підполковника Олександра Бєлого, виконував бойовий політ в Луганський аеропорт. На борту літака перебували 9 членів екіпажу та 40 військовослужбовців дніпропетровської 25-ї окремої повітряно-десантної бригади, які летіли на ротацію. На борту також були військова техніка, спорядження та продовольство.
Близько 01:00, під час заходу на посадку на аеродром міста Луганськ, на висоті 700 метрів, борт 76777 був підбитий російськими терористами з переносного зенітно-ракетного комплексу «Ігла». В результаті терористичного акту літак вибухнув у повітрі і врізався у землю поблизу території аеропорту. 49 військовослужбовців, — весь екіпаж літака та особовий склад десанту, — загинули.
У той день до Луганського аеропорту вилетіли три літаки Іл-76МД. Перший літак (бортовий номер 76683) під командуванням полковника Дмитра Мимрикова сів о 0:40. За 10 хвилин збили другий літак (бортовий номер 76777). Третій отримав наказ повертатися.
|                              | Там все було дуже грамотно по-військовому сплановано. Там без Росії не обійшлось. Вогонь вівся з усіх сторін. Це було не на рівні ненавчених бойовиків. Обстріл літака вівся дуже грамотно. Спочатку підсвічували трасером, а потім били. Із ПЗРК неможливо було збити літак, навіть якби боєприпас потрапив у двигун, то літак все рівно не загинув би. Стріляли з «Шилки». |
| — Полковник Дмитро Мимриков. | |

Пройшло 42 доби, перш ніж льотчиків поховали: українські військові збирали рештки тіл загиблих, влада домовлялася з терористами про коридор для евакуації, в Дніпрі проводились експертизи ДНК для ідентифікації. 25 липня з дев'ятьма членами екіпажу літака Іл-76 прощались у Мелітополі, їх поховали разом в одній могилі на Новому кладовищі міста.
Залишились батько та брат.

## Нагороди
- Орден Богдана Хмельницького III ст. (20 червня 2014, посмертно) — за особисту мужність і героїзм, виявлені у захисті державного суверенітету та територіальної цілісності України, вірність військовій присязі та незламність духу[5].
- Нагрудний знак «За оборону Луганського аеропорту» (посмертно).
- Відомчі заохочувальні відзнаки Міністерства оборони України — медалі «15 років Збройним Силам України», «За сумлінну службу» I ст.[6]
- Почесний нагрудний знак начальника Генерального штабу — Головнокомандувача Збройних Сил України «За досягнення у військовій службі» II ст.

## Вшанування пам'яті
6 травня 2015 року в місті Мелітополь на фасаді будівлі спеціалізованої школи І-ІІІ ступенів № 23 (вулиця Гетьмана Сагайдачного, 262) встановлено меморіальну дошку на честь випускника школи Михайла Д'якова.
12 червня 2015 року в місті Мелітополь на території військової частини А3840 було відкрито меморіал екіпажу літака Іл-76МД (бортовий номер 76777), який загинув 14 червня 2014 року в аеропорту міста Луганськ.